# 1. Fynske nationale Rytterregiment
1. Fynske nationale Rytterregiment (på svenska: Första fynska nationella kavalleriregementet), var ett danskt regemente som var verksamt mellan 1670 och 1763.

## Historia
Strax efter Kristian V:s tronbestigning 1670 genomfördes en ny härreform genom vilken det danska kavalleriet nationaliserades. Denna innebar att 30 000 tunnor hartkorn årligen reserverades från kronogods till uppsättandet av ett nationellt kavalleri fördelat på ett antal rytterdistrikt. Fördelningee bestod av ett kavalleriregemente på Själland, ett på Fyn, två på Jylland och ett mindre regemente i det kungliga hertigdömet Schleswig-Holstein. Regementet på Fyn  fick namnet Fynske nationale Rytterregiment. Under Skånska kriget delades de fyra större nationella kavalleriregementena år 1675 upp i två vardera och antalet regementen ökades då till nio. Det fynska regementet delades då upp i 1. Fynske nationale Rytterregiment och 2. Fynske nationale Rytterregiment. Under Stora nordiska kriget deltog regementet vid slagen vid Helsingborg 1710 och Gadebusch 1712. Regementet lades ned den 3 augusti 1763.

## Regementschefer
- Johan Liebreich, från 1 augusti 1670
- Hans Valdemar Schultz, från 1671
- Jacob Duncan, från 1 november 1672
- Christoph Otto Schack, 1676
- Siegfried Rathlou, från 4 augusti 1677
- Otto Rantzau, från 27 november 1677
- Schack Brockdorff, från 11 april 1691
- Frederik Christian Holck, från 24 oktober 1705
- Christian Juel, från 20 oktober 1710
- Johan Korbitz, från 21 juni 1717
- Henrik Bernhard Schaffalitzky de Muckadell, från 3 december 1725
- Christian Christoph Schenck-Winterstädt, från 5 september 1747
- Ernst Frederik Finecke, från 1751
- Johan Henrik von den Schulenburg, från 30 november 1754

Källa: Rigsarkivet